# Cattedrale della Madonna del Rosario
La cattedrale della Madonna del Rosario (in spagnolo: Catedral de la Virgen del Rosario) è la cattedrale di Abancay, in Perù. La chiesa, posta in un lato di Plaza de Armas, è sede della cattedra vescovile della diocesi di Abancay.

## Storia
L'inizio della costruzione della chiesa avvenne nel 1645 ad opera del padre Domingo Cabrera de Lartaun.
Nel 1970 la chiesa fu interamente rinnovata per volontà del vescovo Enrique Pélach y Feliu.

## Descrizione
La facciata è collocata in una delle strade laterali e presenta un'unica torre campanaria, nella quale sono state collocate in passato la campana Rogativa o Penitencia, voluta da Francisco de Asabal nel 1695, la Dominicana, del 1791 voluta da d. Pedro Robles; due piccole campane ancora settecentesche e soprattutto la campana più grande, collocata nel 1779, col nome di Maria Sacramento, voluta da Juan de Ribas.
L'interno è a navata unica con altari moderni. L'altare maggiore è d'argento come pure il tabernacolo. Appoggiate ad una parete vi sono due colonne, resti dell'antica fabbrica.